# Musée la Blackitude
Le musée La Blackitude est une institution privée de type ethnographique. Il se situe au centre-ville de Yaoundé derrière la Tribune présidentielle du boulevard du 20 Mai, Région du Centre Cameroun. Le Musée la Blackitude est une institution culturelle qui incarne la richesse et la diversité de la culture camerounaise. 

## Histoire

### Débuts et projets
Le musée la Blackitude se trouve dans la région du Centre au Cameroun, ville de Yaoundé. Bien plus qu’un simple dépôt d’objets d’art, le musee La Blackitude est une institution dédiée à la célébration, à la diffusion et à la préservation de la richesse culturelle du Cameroun. Le projet du musée voit le jour en mars 1998 grâce à l’engagement de Sa Majesté Ngo Nab Fô I Nana Agnès Sunjio, fondatrice du musée. Faisant partie de la famille royale Bahouoc, elle a méticuleusement protégé et conservé les collections d’objets d’art qui lui ont été léguées par son père et par les rois d’autres chefferies. 

### Mission
Il a pour mission d’éduquer et d’inspirer sur l’art du Cameroun. 

### Acquisitions, mises en place et lancement
Le musée ouvre officiellement ses portes en 2008. La reine Nana Agnès après avoir reçu des pièces importantes de la collection de son père, qui était le souverain traditionnel de la Région Occidentale du Cameroun (Champ d'herbe). Le reste des collections est constitué par donation et achat. Des artefacts lithiques préhistoriques ont été collectés en 2009, 2010, 2011 et 2012 lors de recherches sur le terrain dans la Région ouest du Cameroun. Certains d'entre eux, comme les grattoirs et les pointes de flèches, sont des copies d'outils lithiques originaux collectés dans les laboratoires archéologiques du Portugal par le conservateur Apollinaire Kaji en 2012. 
Les collections du musée se constituent à travers des dons et des héritages. En 1982, après la mort de son père, Fô Nab Ngo I, Sa Majesté Ngo Nab Fô I Nana Agnès Sunjio reçoit un trésor royal, augmentant ainsi la collection à plus de 2 070 œuvres d’art.Ces œuvres proviennent de diverses régions du Cameroun et reflètent la diversité culturelle du pays.

## Administration

### Promoteur, tutelle et direction /gestion du musée
Le musée est dirigé par un conseil d'administration composé de sept personnes :
- Président : Sunjio Eric,
- Fondatrice : Queen Nana Agnes Fo Nab Ngo I.,
- Directeur général : Tchuisseu Nana Christian,
- Trésorier : Chantal Djomen,
- Secrétaire : Ateba Ossende Ghislain,
- Coordinateur scientifique : Joseph-Marie Essomba,
- Vice-coordinateur : Kaji Appolinaire

## Architecture et organisation de l'espace
Le musée se dresse dans un ancien bâtiment rénové afin de créer des espaces d'exposition et divers autres services. Le musée subit des travaux de rénovation afin de se conformer aux standards d'un établissement muséal moderne. Ces travaux ont pour but d'améliorer les infrastructures et de créer un environnement d'exposition approprié pour les œuvres d'art.

## Collections
Depuis son inauguration, il propose des expositions permanentes et temporaires qui mettent en valeur les multiples facettes de la culture camerounaise. Ces expositions, organisées autour de divers thèmes, permettent aux visiteurs de s'immerger dans l'histoire et les traditions du Cameroun.
En 1982, après le décès de son père, Fo Nab Ngo I hérite des collections du trésor royal. Depuis lors, elle enrichit cette collection, la portant à plus de 2 070 œuvres d’art. Cette collection du musée la Blackitude regroupe une variété d’objets issus principalement des ethnies Fang Beti et des Grassfields.

### Exposition permanente
Le musée expose en permanence 360 objets, répartis dans diverses catégories telles que les statues, masques, récipients, pipes, instruments de musique, peintures, emblèmes, éléments architecturaux, textiles, objets cérémoniels et rituels, mobilier royal et trésors royaux. Parmi les instruments de musique, on trouve des guitares traditionnelles appelés «Mvet» par les peuples de la forêt, les tam-tams, et les balafons. Ces derniers symbolisent la culture des peuples Béti. Les autres pièces se conservent dans les réserves et la salle de restauration. Ces objets nous informent sur des thèmes tels que l’art traditionnel du Cameroun qui exprime, au-delà de sa richesse, toute la diversité formelle et fonctionnelle des œuvres. Les institutions socio-religieuses et politico-économiques des communautés influencent les contextes de création de ces œuvres, regroupées en ethnies. D’autres thèmes incluent le La’akam (séjour initiatique d’un nouveau roi), la dot, ou le cadi. Ces thèmes fournissent des informations sur l’utilisation de certains objets, liés aux différents rites traditionnels. La partie iconographique permet au lecteur de voir et d’apprécier les formes, volumes et couleurs des œuvres constituant l’exposition permanente du musée dans toute leur esthétique.

## Galerie média

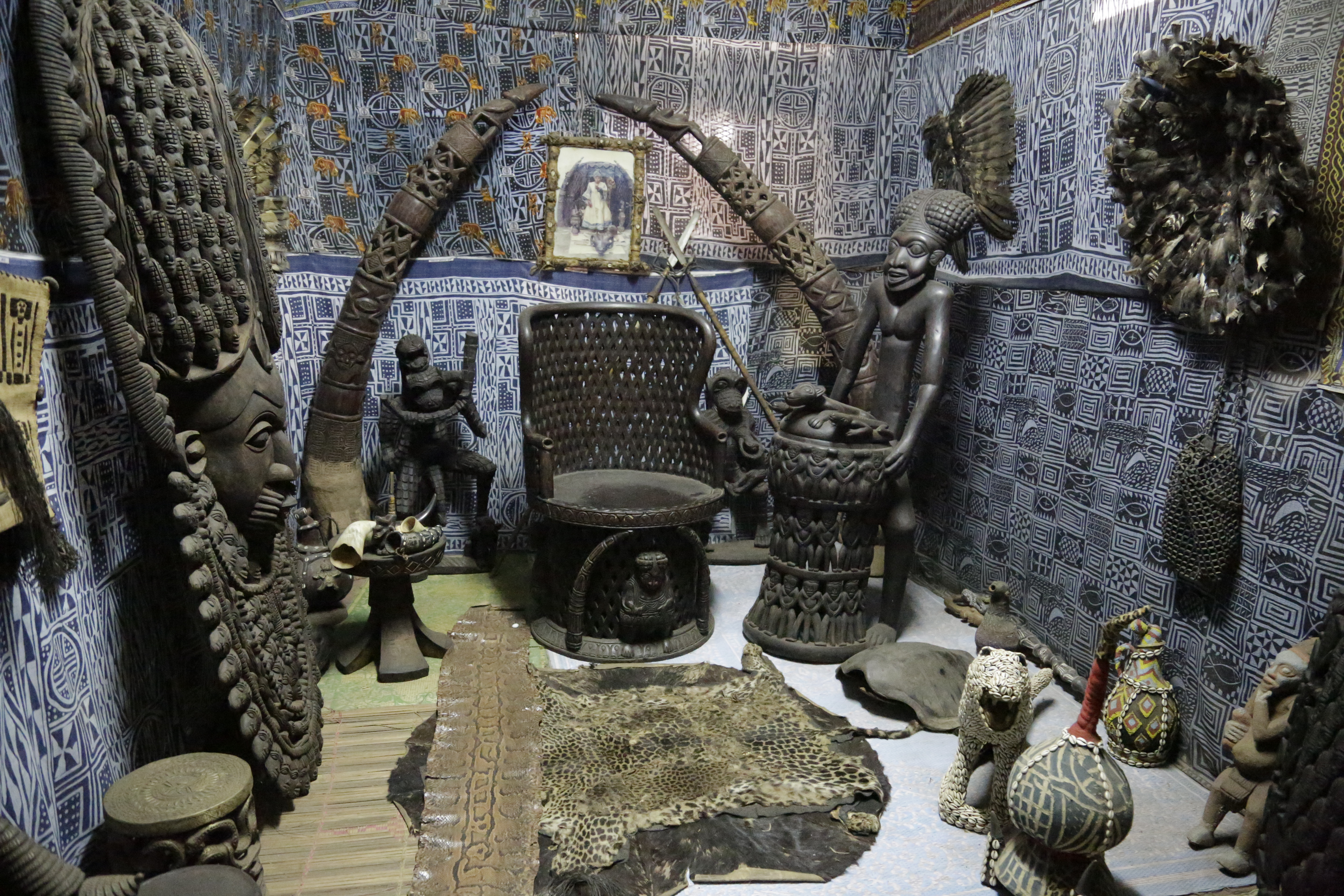
Représentation de l'espace royal (collection du musée la Blackitude)

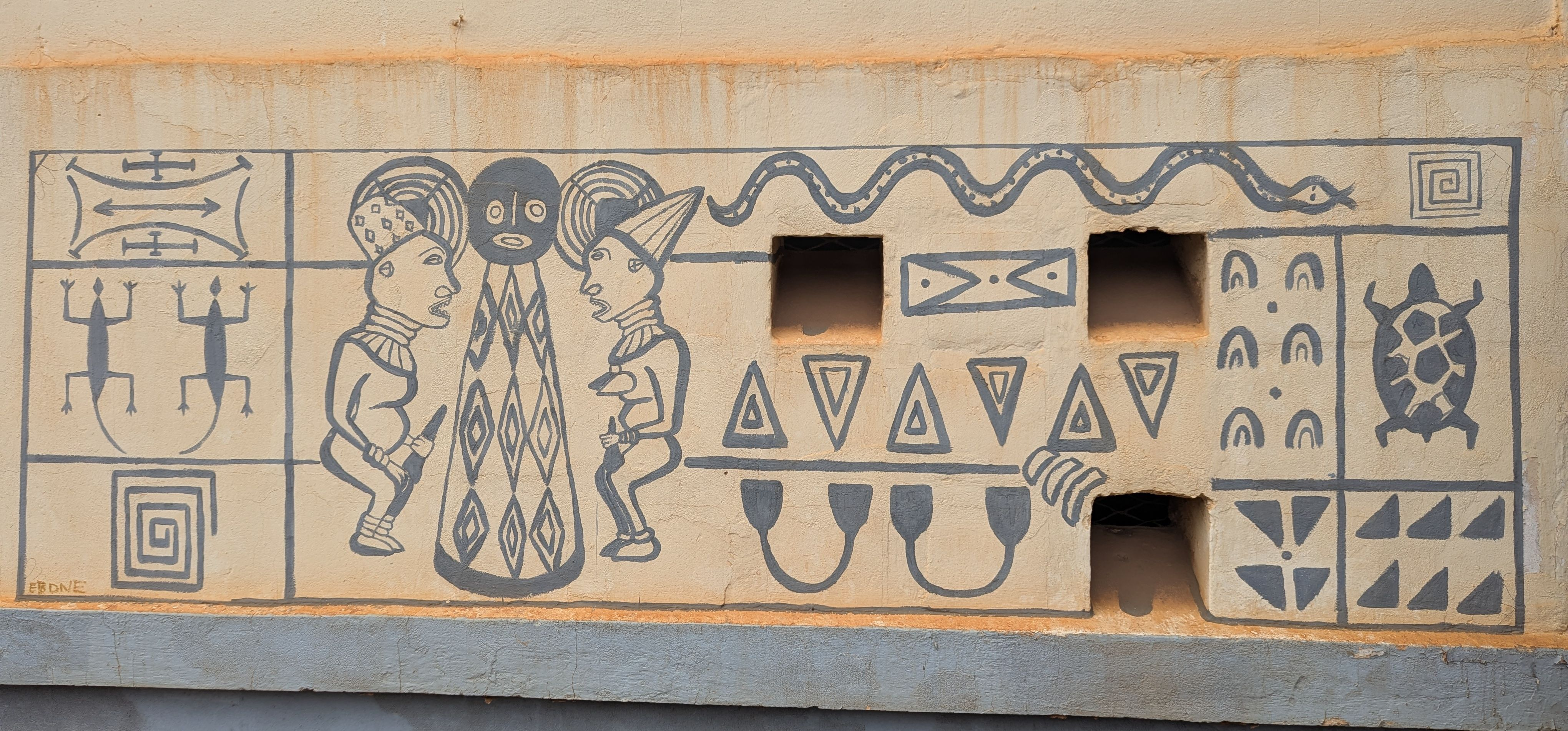
Fresque en design décoratif sur le mur du musée la Blackitude